# Lista di asteroidi (688001-689000)
Di seguito una lista di asteroidi dal numero 688001  al 689000 con data di scoperta e scopritore.

## 688001–688100
| Nome   | Designazione provvisoria | Data di scoperta  | Scopritore             |
| ------ | ------------------------ | ----------------- | ---------------------- |
| 688001 | 2012 EK24                | 13 marzo 2012     | Mount Lemmon Survey    |
| 688002 | 2012 EO24                | 12 maggio 2013    | Pan-STARRS             |
| 688003 | 2012 EC25                | 13 marzo 2012     | Mount Lemmon Survey    |
| 688004 | 2012 EM25                | 13 marzo 2012     | Mount Lemmon Survey    |
| 688005 | 2012 EN25                | 13 marzo 2012     | Mount Lemmon Survey    |
| 688006 | 2012 ES26                | 19 settembre 2009 | Mount Lemmon Survey    |
| 688007 | 2012 EQ29                | 13 marzo 2012     | Mount Lemmon Survey    |
| 688008 | 2012 EB31                | 14 marzo 2012     | Mount Lemmon Survey    |
| 688009 | 2012 EC31                | 15 marzo 2012     | Mount Lemmon Survey    |
| 688010 | 2012 EE31                | 4 marzo 2012      | Mount Lemmon Survey    |
| 688011 | 2012 EX31                | 15 marzo 2012     | Mount Lemmon Survey    |
| 688012 | 2012 EE34                | 1 marzo 2012      | Mount Lemmon Survey    |
| 688013 | 2012 FE3                 | 15 marzo 2012     | Mount Lemmon Survey    |
| 688014 | 2012 FH3                 | 18 marzo 2007     | Spacewatch             |
| 688015 | 2012 FE7                 | 1 febbraio 2012   | Spacewatch             |
| 688016 | 2012 FN7                 | 23 febbraio 2012  | Mount Lemmon Survey    |
| 688017 | 2012 FV7                 | 17 gennaio 2007   | Spacewatch             |
| 688018 | 2012 FD9                 | 15 marzo 2012     | Mount Lemmon Survey    |
| 688019 | 2012 FK9                 | 24 febbraio 2008  | Mount Lemmon Survey    |
| 688020 | 2012 FM9                 | 23 febbraio 2012  | Mount Lemmon Survey    |
| 688021 | 2012 FN11                | 1 febbraio 2012   | Mount Lemmon Survey    |
| 688022 | 2012 FJ12                | 26 febbraio 2012  | Spacewatch             |
| 688023 | 2012 FD17                | 13 marzo 2012     | Mount Lemmon Survey    |
| 688024 | 2012 FL18                | 17 marzo 2012     | Mount Lemmon Survey    |
| 688025 | 2012 FQ19                | 13 marzo 2012     | R. Holmes              |
| 688026 | 2012 FR22                | 28 agosto 2003    | NEAT                   |
| 688027 | 2012 FF23                | 2 settembre 2005  | NEAT                   |
| 688028 | 2012 FA24                | 9 novembre 2007   | Spacewatch             |
| 688029 | 2012 FV24                | 25 luglio 2006    | Mount Lemmon Survey    |
| 688030 | 2012 FA26                | 21 marzo 2012     | Mount Lemmon Survey    |
| 688031 | 2012 FN27                | 22 marzo 2012     | Mount Lemmon Survey    |
| 688032 | 2012 FM28                | 12 aprile 2008    | Spacewatch             |
| 688033 | 2012 FJ29                | 7 febbraio 2006   | Spacewatch             |
| 688034 | 2012 FR29                | 23 marzo 2012     | Mount Lemmon Survey    |
| 688035 | 2012 FU32                | 20 febbraio 2012  | Pan-STARRS             |
| 688036 | 2012 FH35                | 28 febbraio 2012  | Pan-STARRS             |
| 688037 | 2012 FS39                | 16 marzo 2012     | Pan-STARRS             |
| 688038 | 2012 FK45                | 16 settembre 2009 | Spacewatch             |
| 688039 | 2012 FT48                | 21 settembre 2003 | Spacewatch             |
| 688040 | 2012 FC51                | 15 marzo 2012     | Spacewatch             |
| 688041 | 2012 FN54                | 11 settembre 2004 | Spacewatch             |
| 688042 | 2012 FO55                | 21 febbraio 2012  | Mount Lemmon Survey    |
| 688043 | 2012 FO57                | 10 novembre 2010  | Mount Lemmon Survey    |
| 688044 | 2012 FS64                | 12 settembre 2009 | Spacewatch             |
| 688045 | 2012 FD66                | 28 febbraio 2012  | Pan-STARRS             |
| 688046 | 2012 FA79                | 16 marzo 2012     | W. H. Ryan, E. V. Ryan |
| 688047 | 2012 FG79                | 16 marzo 2012     | Spacewatch             |
| 688048 | 2012 FO79                | 16 marzo 2012     | Spacewatch             |
| 688049 | 2012 FC85                | 31 gennaio 2006   | Spacewatch             |
| 688050 | 2012 FH86                | 27 marzo 2012     | Mount Lemmon Survey    |
| 688051 | 2012 FX86                | 24 febbraio 2006  | Mount Lemmon Survey    |
| 688052 | 2012 FN87                | 29 marzo 2012     | Pan-STARRS             |
| 688053 | 2012 FR87                | 16 luglio 2013    | Pan-STARRS             |
| 688054 | 2012 FU89                | 30 marzo 2012     | Mount Lemmon Survey    |
| 688055 | 2012 FY89                | 3 dicembre 2005   | Spacewatch             |
| 688056 | 2012 FV90                | 17 marzo 2012     | Spacewatch             |
| 688057 | 2012 FW90                | 2 aprile 2016     | Mount Lemmon Survey    |
| 688058 | 2012 FG96                | 17 marzo 2012     | Mount Lemmon Survey    |
| 688059 | 2012 FT96                | 22 giugno 2017    | Pan-STARRS             |
| 688060 | 2012 FM98                | 29 marzo 2012     | Pan-STARRS             |
| 688061 | 2012 FL100               | 16 marzo 2012     | Pan-STARRS             |
| 688062 | 2012 FP101               | 29 marzo 2012     | Pan-STARRS             |
| 688063 | 2012 FC105               | 25 marzo 2012     | Mount Lemmon Survey    |
| 688064 | 2012 FG108               | 23 marzo 2012     | Mount Lemmon Survey    |
| 688065 | 2012 FB111               | 25 marzo 2012     | Mount Lemmon Survey    |
| 688066 | 2012 FY111               | 29 marzo 2012     | Mount Lemmon Survey    |
| 688067 | 2012 GX1                 | 27 settembre 2003 | Spacewatch             |
| 688068 | 2012 GQ2                 | 24 marzo 2006     | Mount Lemmon Survey    |
| 688069 | 2012 GR5                 | 25 aprile 2007    | Spacewatch             |
| 688070 | 2012 GQ9                 | 5 gennaio 2012    | Pan-STARRS             |
| 688071 | 2012 GV10                | 29 marzo 2012     | Mount Lemmon Survey    |
| 688072 | 2012 GT19                | 29 settembre 2003 | Spacewatch             |
| 688073 | 2012 GP23                | 20 marzo 2002     | Kitt Peak Obs.         |
| 688074 | 2012 GW25                | 13 aprile 2012    | Pan-STARRS             |
| 688075 | 2012 GM26                | 24 ottobre 2009   | Spacewatch             |
| 688076 | 2012 GM27                | 10 ottobre 2008   | Mount Lemmon Survey    |
| 688077 | 2012 GZ34                | 15 aprile 2012    | Pan-STARRS             |
| 688078 | 2012 GO46                | 29 agosto 2014    | Mount Lemmon Survey    |
| 688079 | 2012 GS46                | 3 gennaio 2017    | Pan-STARRS             |
| 688080 | 2012 GL48                | 1 aprile 2012     | Mount Lemmon Survey    |
| 688081 | 2012 GO48                | 15 aprile 2012    | Pan-STARRS             |
| 688082 | 2012 GS48                | 1 aprile 2012     | Mount Lemmon Survey    |
| 688083 | 2012 GU48                | 13 aprile 2012    | Pan-STARRS             |
| 688084 | 2012 GM51                | 12 aprile 2012    | Pan-STARRS             |
| 688085 | 2012 GO52                | 14 aprile 2012    | Pan-STARRS             |
| 688086 | 2012 HU10                | 20 aprile 2012    | Mount Lemmon Survey    |
| 688087 | 2012 HV14                | 21 aprile 2012    | Pan-STARRS             |
| 688088 | 2012 HW16                | 13 aprile 2012    | Spacewatch             |
| 688089 | 2012 HE18                | 17 giugno 2005    | Mount Lemmon Survey    |
| 688090 | 2012 HG18                | 21 aprile 2012    | Pan-STARRS             |
| 688091 | 2012 HS18                | 21 aprile 2012    | Pan-STARRS             |
| 688092 | 2012 HA20                | 24 aprile 2012    | Mount Lemmon Survey    |
| 688093 | 2012 HZ22                | 26 aprile 2007    | Mount Lemmon Survey    |
| 688094 | 2012 HD26                | 22 aprile 2012    | Spacewatch             |
| 688095 | 2012 HR29                | 20 aprile 2012    | Spacewatch             |
| 688096 | 2012 HF33                | 7 febbraio 2011   | Mount Lemmon Survey    |
| 688097 | 2012 HE37                | 30 gennaio 2011   | Mount Lemmon Survey    |
| 688098 | 2012 HS46                | 28 settembre 2009 | Mount Lemmon Survey    |
| 688099 | 2012 HZ51                | 20 aprile 2012    | Pan-STARRS             |
| 688100 | 2012 HZ64                | 16 giugno 2005    | Spacewatch             |

## 688101–688200
| Nome   | Designazione provvisoria | Data di scoperta  | Scopritore               |
| ------ | ------------------------ | ----------------- | ------------------------ |
| 688101 | 2012 HX76                | 4 luglio 2005     | Spacewatch               |
| 688102 | 2012 HZ83                | 10 aprile 2016    | Pan-STARRS               |
| 688103 | 2012 HT86                | 23 ottobre 2003   | SDSS Collaboration       |
| 688104 | 2012 HU86                | 22 aprile 2012    | Spacewatch               |
| 688105 | 2012 HQ88                | 25 aprile 2012    | Mount Lemmon Survey      |
| 688106 | 2012 HB89                | 30 aprile 2012    | Spacewatch               |
| 688107 | 2012 HZ89                | 30 aprile 2012    | Mount Lemmon Survey      |
| 688108 | 2012 HB95                | 15 luglio 2013    | Pan-STARRS               |
| 688109 | 2012 HT97                | 28 agosto 2013    | Mount Lemmon Survey      |
| 688110 | 2012 HJ100               | 20 aprile 2012    | Mount Lemmon Survey      |
| 688111 | 2012 HJ103               | 30 aprile 2012    | Spacewatch               |
| 688112 | 2012 HK103               | 27 aprile 2012    | Pan-STARRS               |
| 688113 | 2012 HA104               | 28 aprile 2012    | Mount Lemmon Survey      |
| 688114 | 2012 HF107               | 29 aprile 2012    | Spacewatch               |
| 688115 | 2012 HX107               | 28 aprile 2012    | Mount Lemmon Survey      |
| 688116 | 2012 HR108               | 24 aprile 2012    | Mount Lemmon Survey      |
| 688117 | 2012 HZ109               | 21 aprile 2012    | R. P. Boyle, V. Laugalys |
| 688118 | 2012 HN113               | 27 aprile 2012    | Pan-STARRS               |
| 688119 | 2012 JL3                 | 20 settembre 2003 | LONEOS                   |
| 688120 | 2012 JC10                | 13 maggio 2012    | Mount Lemmon Survey      |
| 688121 | 2012 JE10                | 13 maggio 2012    | Mount Lemmon Survey      |
| 688122 | 2012 JK12                | 18 novembre 2003  | Spacewatch               |
| 688123 | 2012 JC14                | 12 ottobre 2009   | Mount Lemmon Survey      |
| 688124 | 2012 JP16                | 15 maggio 2012    | Spacewatch               |
| 688125 | 2012 JQ17                | 5 maggio 2008     | Spacewatch               |
| 688126 | 2012 JS17                | 15 maggio 2012    | Mount Lemmon Survey      |
| 688127 | 2012 JX22                | 12 maggio 2012    | Mount Lemmon Survey      |
| 688128 | 2012 JM27                | 26 settembre 2003 | SDSS Collaboration       |
| 688129 | 2012 JX29                | 14 maggio 2012    | Pan-STARRS               |
| 688130 | 2012 JC37                | 3 settembre 2007  | Mount Lemmon Survey      |
| 688131 | 2012 JP37                | 1 maggio 2012     | Mount Lemmon Survey      |
| 688132 | 2012 JH38                | 3 maggio 2012     | R. Holmes                |
| 688133 | 2012 JU39                | 24 aprile 2001    | Spacewatch               |
| 688134 | 2012 JF48                | 15 maggio 2012    | Mount Lemmon Survey      |
| 688135 | 2012 JZ50                | 14 maggio 2012    | Spacewatch               |
| 688136 | 2012 JP54                | 27 aprile 2008    | Spacewatch               |
| 688137 | 2012 JN55                | 21 aprile 2012    | Mount Lemmon Survey      |
| 688138 | 2012 JU63                | 1 maggio 2012     | Mount Lemmon Survey      |
| 688139 | 2012 JZ64                | 29 aprile 2008    | Mount Lemmon Survey      |
| 688140 | 2012 JO67                | 30 gennaio 2006   | Spacewatch               |
| 688141 | 2012 JQ68                | 28 settembre 2013 | Mount Lemmon Survey      |
| 688142 | 2012 JX68                | 4 gennaio 2016    | Pan-STARRS               |
| 688143 | 2012 JM71                | 12 maggio 2012    | Mount Lemmon Survey      |
| 688144 | 2012 JZ72                | 14 maggio 2012    | Pan-STARRS               |
| 688145 | 2012 KE2                 | 21 maggio 2006    | CSS                      |
| 688146 | 2012 KK3                 | 6 settembre 2008  | Spacewatch               |
| 688147 | 2012 KU4                 | 16 maggio 2012    | Spacewatch               |
| 688148 | 2012 KJ5                 | 21 aprile 2012    | Mount Lemmon Survey      |
| 688149 | 2012 KT9                 | 25 gennaio 2011   | Spacewatch               |
| 688150 | 2012 KP10                | 28 aprile 2012    | Mount Lemmon Survey      |
| 688151 | 2012 KL13                | 28 settembre 2009 | Mount Lemmon Survey      |
| 688152 | 2012 KN14                | 4 dicembre 2005   | Mount Lemmon Survey      |
| 688153 | 2012 KF15                | 19 maggio 2012    | Mount Lemmon Survey      |
| 688154 | 2012 KU29                | 7 febbraio 2011   | Mount Lemmon Survey      |
| 688155 | 2012 KD31                | 28 settembre 2003 | Spacewatch               |
| 688156 | 2012 KQ31                | 27 aprile 2012    | Pan-STARRS               |
| 688157 | 2012 KS38                | 24 marzo 2012     | Spacewatch               |
| 688158 | 2012 KW39                | 5 maggio 2008     | Mount Lemmon Survey      |
| 688159 | 2012 KO41                | 16 gennaio 2000   | Spacewatch               |
| 688160 | 2012 KC43                | 16 maggio 2012    | Pan-STARRS               |
| 688161 | 2012 KO51                | 18 maggio 2012    | Siding Spring-Faul       |
| 688162 | 2012 KV52                | 16 maggio 2012    | Spacewatch               |
| 688163 | 2012 KY52                | 29 maggio 2012    | Mount Lemmon Survey      |
| 688164 | 2012 KW54                | 12 aprile 2016    | Pan-STARRS               |
| 688165 | 2012 KV56                | 25 settembre 2008 | Spacewatch               |
| 688166 | 2012 KZ60                | 27 maggio 2012    | Mount Lemmon Survey      |
| 688167 | 2012 KG61                | 28 maggio 2012    | Mount Lemmon Survey      |
| 688168 | 2012 KY61                | 19 maggio 2012    | Mount Lemmon Survey      |
| 688169 | 2012 LH3                 | 15 maggio 2012    | Pan-STARRS               |
| 688170 | 2012 LS3                 | 15 maggio 2012    | Pan-STARRS               |
| 688171 | 2012 LP9                 | 21 maggio 2012    | Pan-STARRS               |
| 688172 | 2012 LX9                 | 21 aprile 2012    | Mount Lemmon Survey      |
| 688173 | 2012 LS11                | 13 giugno 2012    | Spacewatch               |
| 688174 | 2012 LT13                | 10 giugno 2012    | Spacewatch               |
| 688175 | 2012 LO24                | 8 giugno 2012     | Mount Lemmon Survey      |
| 688176 | 2012 LN26                | 17 luglio 2007    | C. Rinner, F. Kugel      |
| 688177 | 2012 LV27                | 24 luglio 2007    | LUSS                     |
| 688178 | 2012 LO28                | 11 aprile 2016    | Pan-STARRS               |
| 688179 | 2012 LM29                | 26 ottobre 2013   | CSS                      |
| 688180 | 2012 LO29                | 10 novembre 2013  | Mount Lemmon Survey      |
| 688181 | 2012 LZ29                | 14 gennaio 2015   | Pan-STARRS               |
| 688182 | 2012 LM31                | 8 giugno 2012     | Mount Lemmon Survey      |
| 688183 | 2012 LY31                | 9 giugno 2012     | Mount Lemmon Survey      |
| 688184 | 2012 MC                  | 16 gennaio 2004   | Spacewatch               |
| 688185 | 2012 MF1                 | 21 maggio 2012    | Pan-STARRS               |
| 688186 | 2012 MH1                 | 17 giugno 2012    | Mount Lemmon Survey      |
| 688187 | 2012 MK1                 | 1 maggio 2000     | Spacewatch               |
| 688188 | 2012 MJ2                 | 18 giugno 2012    | Mount Lemmon Survey      |
| 688189 | 2012 MS3                 | 20 maggio 2012    | Mount Lemmon Survey      |
| 688190 | 2012 MK11                | 14 gennaio 2011   | Spacewatch               |
| 688191 | 2012 MV11                | 16 giugno 2012    | Pan-STARRS               |
| 688192 | 2012 MC12                | 16 giugno 2012    | Pan-STARRS               |
| 688193 | 2012 MZ13                | 1 giugno 2008     | Mount Lemmon Survey      |
| 688194 | 2012 MC16                | 21 giugno 2012    | ESA OGS                  |
| 688195 | 2012 MW16                | 17 giugno 2012    | Mount Lemmon Survey      |
| 688196 | 2012 MS17                | 22 febbraio 2015  | Pan-STARRS               |
| 688197 | 2012 MP18                | 22 giugno 2012    | Spacewatch               |
| 688198 | 2012 MQ18                | 23 giugno 2012    | Spacewatch               |
| 688199 | 2012 MR18                | 16 giugno 2012    | Pan-STARRS               |
| 688200 | 2012 MD19                | 18 giugno 2012    | Mount Lemmon Survey      |

## 688201–688300
| Nome   | Designazione provvisoria | Data di scoperta  | Scopritore                          |
| ------ | ------------------------ | ----------------- | ----------------------------------- |
| 688201 | 2012 NR                  | 5 aprile 2008     | Mount Lemmon Survey                 |
| 688202 | 2012 NT                  | 15 luglio 2012    | LINEAR                              |
| 688203 | 2012 OB2                 | 9 settembre 2008  | CSS                                 |
| 688204 | 2012 OQ6                 | 8 agosto 2004     | NEAT                                |
| 688205 | 2012 OL7                 | 21 luglio 2012    | T. V. Kryachko, B. Satovskij        |
| 688206 | 2012 PT1                 | 8 agosto 2012     | Pan-STARRS                          |
| 688207 | 2012 PX6                 | 24 settembre 2008 | Mount Lemmon Survey                 |
| 688208 | 2012 PE7                 | 8 agosto 2012     | Pan-STARRS                          |
| 688209 | 2012 PG10                | 26 febbraio 2006  | Spacewatch                          |
| 688210 | 2012 PC19                | 13 agosto 2012    | Pan-STARRS                          |
| 688211 | 2012 PA21                | 20 luglio 2012    | L. Elenin                           |
| 688212 | 2012 PY24                | 12 agosto 2012    | SSS                                 |
| 688213 | 2012 PW32                | 14 agosto 2012    | SSS                                 |
| 688214 | 2012 PH36                | 13 agosto 2012    | Pan-STARRS                          |
| 688215 | 2012 PV36                | 11 agosto 2012    | SSS                                 |
| 688216 | 2012 PK39                | 8 agosto 2012     | Pan-STARRS                          |
| 688217 | 2012 PK40                | 5 settembre 2008  | Spacewatch                          |
| 688218 | 2012 PW44                | 2 febbraio 2001   | Spacewatch                          |
| 688219 | 2012 PD46                | 18 settembre 2003 | Spacewatch                          |
| 688220 | 2012 PV46                | 1 agosto 2017     | Pan-STARRS                          |
| 688221 | 2012 PH48                | 25 dicembre 2013  | Mount Lemmon Survey                 |
| 688222 | 2012 PW50                | 23 febbraio 2015  | Pan-STARRS                          |
| 688223 | 2012 PG54                | 12 agosto 2012    | Pan-STARRS                          |
| 688224 | 2012 PJ54                | 10 agosto 2012    | Spacewatch                          |
| 688225 | 2012 PR58                | 14 agosto 2012    | Pan-STARRS                          |
| 688226 | 2012 PQ59                | 13 agosto 2012    | Pan-STARRS                          |
| 688227 | 2012 PD60                | 10 agosto 2012    | Spacewatch                          |
| 688228 | 2012 PA62                | 13 agosto 2012    | Pan-STARRS                          |
| 688229 | 2012 QK1                 | 28 maggio 2012    | Mount Lemmon Survey                 |
| 688230 | 2012 QN6                 | 13 agosto 2004    | Cerro Tololo Obs.                   |
| 688231 | 2012 QU6                 | 22 aprile 2007    | Mount Lemmon Survey                 |
| 688232 | 2012 QX10                | 10 agosto 2012    | Pan-STARRS                          |
| 688233 | 2012 QZ19                | 22 agosto 2012    | Pan-STARRS                          |
| 688234 | 2012 QJ20                | 22 agosto 2012    | Pan-STARRS                          |
| 688235 | 2012 QO21                | 24 agosto 2012    | Spacewatch                          |
| 688236 | 2012 QZ22                | 7 novembre 2008   | Spacewatch                          |
| 688237 | 2012 QU23                | 24 agosto 2012    | Spacewatch                          |
| 688238 | 2012 QA29                | 24 agosto 2012    | Pan-STARRS                          |
| 688239 | 2012 QF37                | 25 agosto 2012    | Spacewatch                          |
| 688240 | 2012 QD42                | 11 agosto 2012    | SSS                                 |
| 688241 | 2012 QG43                | 13 agosto 2012    | Pan-STARRS                          |
| 688242 | 2012 QZ46                | 23 settembre 2008 | Mount Lemmon Survey                 |
| 688243 | 2012 QG51                | 25 agosto 2008    | Osservatorio astronomico di Maiorca |
| 688244 | 2012 QP51                | 28 agosto 2012    | CSS                                 |
| 688245 | 2012 QD58                | 26 agosto 2012    | Spacewatch                          |
| 688246 | 2012 QK65                | 26 agosto 2012    | Pan-STARRS                          |
| 688247 | 2012 QS66                | 26 agosto 2012    | Pan-STARRS                          |
| 688248 | 2012 QY68                | 26 agosto 2012    | Pan-STARRS                          |
| 688249 | 2012 QR69                | 26 agosto 2012    | Pan-STARRS                          |
| 688250 | 2012 QD73                | 26 agosto 2012    | Pan-STARRS                          |
| 688251 | 2012 QH73                | 22 agosto 2012    | Pan-STARRS                          |
| 688252 | 2012 RN8                 | 27 agosto 2012    | Pan-STARRS                          |
| 688253 | 2012 RW10                | 21 ottobre 2008   | Spacewatch                          |
| 688254 | 2012 RS12                | 7 luglio 2003     | Spacewatch                          |
| 688255 | 2012 RE19                | 14 settembre 2012 | CSS                                 |
| 688256 | 2012 RT26                | 26 agosto 2012    | CSS                                 |
| 688257 | 2012 RZ26                | 1 ottobre 2000    | SDSS Collaboration                  |
| 688258 | 2012 RU31                | 25 settembre 2008 | Spacewatch                          |
| 688259 | 2012 RQ32                | 23 agosto 2003    | NEAT                                |
| 688260 | 2012 RD34                | 26 agosto 2012    | Pan-STARRS                          |
| 688261 | 2012 RQ36                | 6 settembre 2012  | Pan-STARRS                          |
| 688262 | 2012 RO37                | 30 settembre 2003 | Spacewatch                          |
| 688263 | 2012 RP42                | 31 ottobre 2008   | CSS                                 |
| 688264 | 2012 RG43                | 11 ottobre 2012   | Mount Lemmon Survey                 |
| 688265 | 2012 RZ43                | 13 settembre 2012 | SSS                                 |
| 688266 | 2012 RD44                | 10 marzo 2005     | Mount Lemmon Survey                 |
| 688267 | 2012 RD46                | 15 settembre 2006 | Spacewatch                          |
| 688268 | 2012 RL46                | 30 ottobre 2017   | M. Schwartz, P. R. Holvorcem        |
| 688269 | 2012 RJ48                | 11 settembre 2012 | ASC-Kislovodsk                      |
| 688270 | 2012 RU48                | 14 settembre 2012 | Mount Lemmon Survey                 |
| 688271 | 2012 RE49                | 10 settembre 2012 | R. Holmes                           |
| 688272 | 2012 SF8                 | 21 settembre 2003 | Spacewatch                          |
| 688273 | 2012 SO8                 | 17 settembre 2012 | Osservatorio astronomico di Maiorca |
| 688274 | 2012 SU8                 | 16 settembre 2012 | Mount Lemmon Survey                 |
| 688275 | 2012 SV10                | 14 settembre 2012 | CSS                                 |
| 688276 | 2012 SX13                | 22 agosto 2003    | NEAT                                |
| 688277 | 2012 SP15                | 17 settembre 2012 | Mount Lemmon Survey                 |
| 688278 | 2012 SZ19                | 26 ottobre 2008   | Spacewatch                          |
| 688279 | 2012 SG20                | 26 agosto 2012    | Pan-STARRS                          |
| 688280 | 2012 SV21                | 6 ottobre 2008    | Mount Lemmon Survey                 |
| 688281 | 2012 SN23                | 1 novembre 2008   | Mount Lemmon Survey                 |
| 688282 | 2012 SW23                | 17 settembre 2012 | Mount Lemmon Survey                 |
| 688283 | 2012 SS25                | 17 settembre 2012 | Mount Lemmon Survey                 |
| 688284 | 2012 ST25                | 31 agosto 2000    | Spacewatch                          |
| 688285 | 2012 SB28                | 18 settembre 2012 | Spacewatch                          |
| 688286 | 2012 SD33                | 13 maggio 2011    | Mount Lemmon Survey                 |
| 688287 | 2012 SV34                | 26 marzo 2007     | Mount Lemmon Survey                 |
| 688288 | 2012 SV35                | 18 settembre 2012 | Mount Lemmon Survey                 |
| 688289 | 2012 SU39                | 18 settembre 2012 | Mount Lemmon Survey                 |
| 688290 | 2012 SF40                | 18 settembre 2012 | Mount Lemmon Survey                 |
| 688291 | 2012 SM41                | 18 settembre 2012 | Mount Lemmon Survey                 |
| 688292 | 2012 SN48                | 12 marzo 2008     | Spacewatch                          |
| 688293 | 2012 SV48                | 20 ottobre 2003   | Spacewatch                          |
| 688294 | 2012 SQ52                | 30 novembre 2008  | Spacewatch                          |
| 688295 | 2012 SF53                | 26 gennaio 2015   | Pan-STARRS                          |
| 688296 | 2012 SE62                | 21 settembre 2012 | Spacewatch                          |
| 688297 | 2012 SB64                | 1 novembre 2008   | Mount Lemmon Survey                 |
| 688298 | 2012 SD73                | 28 agosto 2016    | Mount Lemmon Survey                 |
| 688299 | 2012 SO73                | 21 settembre 2012 | Mount Lemmon Survey                 |
| 688300 | 2012 SP75                | 9 novembre 2013   | Mount Lemmon Survey                 |

## 688301–688400
| Nome   | Designazione provvisoria | Data di scoperta  | Scopritore               |
| ------ | ------------------------ | ----------------- | ------------------------ |
| 688301 | 2012 SB78                | 25 settembre 2012 | Spacewatch               |
| 688302 | 2012 SH81                | 26 settembre 2017 | Pan-STARRS               |
| 688303 | 2012 SJ85                | 21 settembre 2012 | Spacewatch               |
| 688304 | 2012 SQ86                | 25 settembre 2012 | Spacewatch               |
| 688305 | 2012 ST89                | 21 settembre 2012 | Mount Lemmon Survey      |
| 688306 | 2012 SL92                | 17 settembre 2012 | Mount Lemmon Survey      |
| 688307 | 2012 SV92                | 21 settembre 2012 | Spacewatch               |
| 688308 | 2012 SF93                | 23 agosto 2003    | Cerro Tololo Obs.        |
| 688309 | 2012 SL93                | 17 settembre 2012 | Spacewatch               |
| 688310 | 2012 SQ93                | 17 settembre 2012 | Mount Lemmon Survey      |
| 688311 | 2012 SS94                | 25 settembre 2012 | Spacewatch               |
| 688312 | 2012 SR96                | 24 settembre 2012 | Mount Lemmon Survey      |
| 688313 | 2012 SJ97                | 21 settembre 2012 | Mount Lemmon Survey      |
| 688314 | 2012 SK97                | 22 settembre 2012 | Spacewatch               |
| 688315 | 2012 SP97                | 16 settembre 2012 | Spacewatch               |
| 688316 | 2012 TH1                 | 26 marzo 2007     | Spacewatch               |
| 688317 | 2012 TA10                | 6 ottobre 2012    | CSS                      |
| 688318 | 2012 TD10                | 20 luglio 2003    | NEAT                     |
| 688319 | 2012 TW12                | 6 ottobre 2012    | Mount Lemmon Survey      |
| 688320 | 2012 TQ19                | 18 ottobre 2009   | Mount Lemmon Survey      |
| 688321 | 2012 TJ20                | 8 ottobre 2012    | Mount Lemmon Survey      |
| 688322 | 2012 TY25                | 28 settembre 2009 | Mount Lemmon Survey      |
| 688323 | 2012 TD30                | 15 settembre 2012 | ESA OGS                  |
| 688324 | 2012 TR32                | 6 ottobre 2012    | Mount Lemmon Survey      |
| 688325 | 2012 TQ33                | 6 ottobre 2012    | Mount Lemmon Survey      |
| 688326 | 2012 TP40                | 24 settembre 2012 | Spacewatch               |
| 688327 | 2012 TS41                | 26 ottobre 2008   | Mount Lemmon Survey      |
| 688328 | 2012 TU41                | 8 ottobre 2012    | Mount Lemmon Survey      |
| 688329 | 2012 TK42                | 8 ottobre 2012    | Mount Lemmon Survey      |
| 688330 | 2012 TJ46                | 24 ottobre 2008   | Mount Lemmon Survey      |
| 688331 | 2012 TH48                | 8 ottobre 2012    | Pan-STARRS               |
| 688332 | 2012 TM48                | 8 ottobre 2012    | Pan-STARRS               |
| 688333 | 2012 TR48                | 5 ottobre 2012    | Mount Lemmon Survey      |
| 688334 | 2012 TX50                | 16 settembre 2012 | Spacewatch               |
| 688335 | 2012 TN59                | 8 ottobre 2012    | Mount Lemmon Survey      |
| 688336 | 2012 TR59                | 8 ottobre 2012    | Mount Lemmon Survey      |
| 688337 | 2012 TJ78                | 8 ottobre 2012    | Pan-STARRS               |
| 688338 | 2012 TT80                | 1 novembre 2008   | Mount Lemmon Survey      |
| 688339 | 2012 TP83                | 16 settembre 2012 | Spacewatch               |
| 688340 | 2012 TF87                | 6 ottobre 2012    | Mount Lemmon Survey      |
| 688341 | 2012 TG98                | 15 settembre 2012 | Spacewatch               |
| 688342 | 2012 TJ102               | 9 ottobre 2012    | Mount Lemmon Survey      |
| 688343 | 2012 TL102               | 9 ottobre 2012    | Mount Lemmon Survey      |
| 688344 | 2012 TV104               | 9 ottobre 2012    | Mount Lemmon Survey      |
| 688345 | 2012 TL110               | 10 ottobre 2012   | Mount Lemmon Survey      |
| 688346 | 2012 TV111               | 10 ottobre 2012   | Mount Lemmon Survey      |
| 688347 | 2012 TG112               | 7 maggio 2011     | Spacewatch               |
| 688348 | 2012 TB114               | 30 dicembre 2008  | Mount Lemmon Survey      |
| 688349 | 2012 TG114               | 5 dicembre 2008   | Mount Lemmon Survey      |
| 688350 | 2012 TP121               | 10 ottobre 2012   | Mount Lemmon Survey      |
| 688351 | 2012 TG126               | 9 ottobre 2012    | CSS                      |
| 688352 | 2012 TM127               | 14 settembre 2012 | CSS                      |
| 688353 | 2012 TL132               | 9 aprile 2002     | M. W. Buie, A. B. Jordan |
| 688354 | 2012 TN132               | 22 settembre 2012 | Spacewatch               |
| 688355 | 2012 TD135               | 20 ottobre 2003   | Spacewatch               |
| 688356 | 2012 TR136               | 24 settembre 2012 | Spacewatch               |
| 688357 | 2012 TW136               | 26 settembre 2003 | SDSS Collaboration       |
| 688358 | 2012 TP140               | 21 agosto 2004    | SSS                      |
| 688359 | 2012 TO143               | 8 ottobre 2012    | Pan-STARRS               |
| 688360 | 2012 TK156               | 25 marzo 2010     | Mount Lemmon Survey      |
| 688361 | 2012 TF158               | 18 novembre 2008  | Spacewatch               |
| 688362 | 2012 TS160               | 31 maggio 2011    | Spacewatch               |
| 688363 | 2012 TT160               | 8 ottobre 2012    | Pan-STARRS               |
| 688364 | 2012 TE162               | 8 ottobre 2012    | Pan-STARRS               |
| 688365 | 2012 TN164               | 8 ottobre 2012    | Pan-STARRS               |
| 688366 | 2012 TE165               | 22 ottobre 2003   | SDSS Collaboration       |
| 688367 | 2012 TD171               | 1 ottobre 1995    | Spacewatch               |
| 688368 | 2012 TS171               | 9 ottobre 2012    | Mount Lemmon Survey      |
| 688369 | 2012 TK172               | 24 settembre 2012 | Spacewatch               |
| 688370 | 2012 TD183               | 21 settembre 2012 | Spacewatch               |
| 688371 | 2012 TF185               | 21 novembre 2008  | Spacewatch               |
| 688372 | 2012 TT187               | 9 ottobre 2012    | Mount Lemmon Survey      |
| 688373 | 2012 TK193               | 10 ottobre 2012   | Spacewatch               |
| 688374 | 2012 TH194               | 27 gennaio 2007   | Mount Lemmon Survey      |
| 688375 | 2012 TP200               | 20 novembre 2008  | Mount Lemmon Survey      |
| 688376 | 2012 TN203               | 1 novembre 1999   | Spacewatch               |
| 688377 | 2012 TM204               | 11 ottobre 2012   | Mount Lemmon Survey      |
| 688378 | 2012 TQ204               | 11 ottobre 2012   | Mount Lemmon Survey      |
| 688379 | 2012 TR204               | 30 settembre 2003 | Spacewatch               |
| 688380 | 2012 TF206               | 11 ottobre 2012   | Mount Lemmon Survey      |
| 688381 | 2012 TH213               | 30 settembre 2003 | Spacewatch               |
| 688382 | 2012 TJ215               | 11 ottobre 2012   | K. Sárneczky             |
| 688383 | 2012 TH217               | 13 ottobre 2012   | Pan-STARRS               |
| 688384 | 2012 TA218               | 14 ottobre 2012   | ESA OGS                  |
| 688385 | 2012 TR219               | 14 ottobre 2012   | Mount Lemmon Survey      |
| 688386 | 2012 TX219               | 14 ottobre 2012   | Mount Lemmon Survey      |
| 688387 | 2012 TT224               | 15 ottobre 2012   | Pan-STARRS               |
| 688388 | 2012 TM226               | 1 novembre 1999   | Spacewatch               |
| 688389 | 2012 TU226               | 15 ottobre 2012   | Pan-STARRS               |
| 688390 | 2012 TP228               | 6 ottobre 2012    | Mount Lemmon Survey      |
| 688391 | 2012 TF229               | 24 settembre 2012 | Spacewatch               |
| 688392 | 2012 TE231               | 7 ottobre 2012    | Pan-STARRS               |
| 688393 | 2012 TM236               | 7 ottobre 2012    | Pan-STARRS               |
| 688394 | 2012 TZ237               | 7 ottobre 2012    | Pan-STARRS               |
| 688395 | 2012 TG238               | 7 ottobre 2012    | Pan-STARRS               |
| 688396 | 2012 TC244               | 8 ottobre 2012    | Pan-STARRS               |
| 688397 | 2012 TS244               | 10 ottobre 2012   | Pan-STARRS               |
| 688398 | 2012 TJ245               | 14 settembre 2012 | CSS                      |
| 688399 | 2012 TD246               | 21 settembre 2012 | Mount Lemmon Survey      |
| 688400 | 2012 TJ248               | 16 agosto 2002    | NEAT                     |

## 688401–688500
| Nome   | Designazione provvisoria | Data di scoperta  | Scopritore                    |
| ------ | ------------------------ | ----------------- | ----------------------------- |
| 688401 | 2012 TO250               | 16 febbraio 2010  | Mount Lemmon Survey           |
| 688402 | 2012 TS250               | 21 settembre 2012 | Spacewatch                    |
| 688403 | 2012 TU253               | 14 marzo 2011     | Mount Lemmon Survey           |
| 688404 | 2012 TW253               | 11 ottobre 2012   | Pan-STARRS                    |
| 688405 | 2012 TX254               | 12 ottobre 2012   | U. Süßenberger                |
| 688406 | 2012 TU258               | 6 ottobre 2012    | Pan-STARRS                    |
| 688407 | 2012 TR260               | 20 novembre 2008  | Spacewatch                    |
| 688408 | 2012 TK261               | 8 ottobre 2012    | Mount Lemmon Survey           |
| 688409 | 2012 TT261               | 23 marzo 2006     | Spacewatch                    |
| 688410 | 2012 TB268               | 29 settembre 2000 | Spacewatch                    |
| 688411 | 2012 TD271               | 21 novembre 2003  | Spacewatch                    |
| 688412 | 2012 TV271               | 26 settembre 2003 | SDSS Collaboration            |
| 688413 | 2012 TK272               | 15 settembre 2012 | Mount Lemmon Survey           |
| 688414 | 2012 TS272               | 15 ottobre 2012   | Mount Lemmon Survey           |
| 688415 | 2012 TS278               | 1 dicembre 2003   | Spacewatch                    |
| 688416 | 2012 TF281               | 11 ottobre 2012   | Pan-STARRS                    |
| 688417 | 2012 TH287               | 9 ottobre 2012    | Spacewatch                    |
| 688418 | 2012 TM292               | 14 ottobre 2012   | Spacewatch                    |
| 688419 | 2012 TY293               | 16 febbraio 2010  | Mount Lemmon Survey           |
| 688420 | 2012 TX294               | 15 settembre 2007 | Spacewatch                    |
| 688421 | 2012 TK297               | 15 ottobre 2012   | Mount Lemmon Survey           |
| 688422 | 2012 TD299               | 15 ottobre 2012   | Mount Lemmon Survey           |
| 688423 | 2012 TR302               | 7 ottobre 2008    | Mount Lemmon Survey           |
| 688424 | 2012 TH303               | 18 settembre 2003 | Spacewatch                    |
| 688425 | 2012 TA306               | 10 marzo 2002     | Spacewatch                    |
| 688426 | 2012 TX307               | 16 settembre 2003 | G. J. Garradd, R. H. McNaught |
| 688427 | 2012 TD311               | 28 settembre 2003 | Spacewatch                    |
| 688428 | 2012 TN311               | 8 ottobre 2012    | CSS                           |
| 688429 | 2012 TK315               | 9 ottobre 2012    | CSS                           |
| 688430 | 2012 TP316               | 28 dicembre 2008  | R. Apitzsch                   |
| 688431 | 2012 TL317               | 15 ottobre 2012   | SSS                           |
| 688432 | 2012 TB325               | 8 ottobre 2012    | Spacewatch                    |
| 688433 | 2012 TY326               | 9 ottobre 2012    | Mount Lemmon Survey           |
| 688434 | 2012 TL327               | 14 ottobre 2012   | Spacewatch                    |
| 688435 | 2012 TR327               | 30 settembre 2003 | Spacewatch                    |
| 688436 | 2012 TD329               | 8 ottobre 2012    | Pan-STARRS                    |
| 688437 | 2012 TA331               | 15 ottobre 2012   | Spacewatch                    |
| 688438 | 2012 TC331               | 9 ottobre 2012    | Mount Lemmon Survey           |
| 688439 | 2012 TE331               | 11 ottobre 2012   | Spacewatch                    |
| 688440 | 2012 TE333               | 13 ottobre 2012   | CSS                           |
| 688441 | 2012 TY333               | 6 ottobre 2012    | Pan-STARRS                    |
| 688442 | 2012 TB334               | 1 settembre 2017  | Pan-STARRS                    |
| 688443 | 2012 TA336               | 11 ottobre 2017   | Mount Lemmon Survey           |
| 688444 | 2012 TS336               | 27 giugno 2015    | Pan-STARRS                    |
| 688445 | 2012 TP337               | 11 ottobre 2012   | Pan-STARRS                    |
| 688446 | 2012 TT337               | 8 ottobre 2012    | Mount Lemmon Survey           |
| 688447 | 2012 TF338               | 24 marzo 2015     | Mount Lemmon Survey           |
| 688448 | 2012 TR339               | 10 ottobre 2012   | Mount Lemmon Survey           |
| 688449 | 2012 TW344               | 27 dicembre 2013  | Mount Lemmon Survey           |
| 688450 | 2012 TX350               | 8 ottobre 2012    | Pan-STARRS                    |
| 688451 | 2012 TJ351               | 10 ottobre 2012   | Mount Lemmon Survey           |
| 688452 | 2012 TM352               | 31 marzo 2014     | Mount Lemmon Survey           |
| 688453 | 2012 TV353               | 14 aprile 2015    | Mount Lemmon Survey           |
| 688454 | 2012 TG355               | 8 ottobre 2012    | Spacewatch                    |
| 688455 | 2012 TX356               | 11 ottobre 2012   | Spacewatch                    |
| 688456 | 2012 TC357               | 11 ottobre 2012   | Pan-STARRS                    |
| 688457 | 2012 TO358               | 6 ottobre 2012    | Mount Lemmon Survey           |
| 688458 | 2012 TS358               | 14 ottobre 2012   | Spacewatch                    |
| 688459 | 2012 TR363               | 10 ottobre 2012   | Mount Lemmon Survey           |
| 688460 | 2012 TA367               | 10 ottobre 2012   | Mount Lemmon Survey           |
| 688461 | 2012 TQ373               | 10 ottobre 2012   | Mount Lemmon Survey           |
| 688462 | 2012 TV373               | 9 ottobre 2012    | Pan-STARRS                    |
| 688463 | 2012 TE375               | 11 ottobre 2012   | Pan-STARRS                    |
| 688464 | 2012 TL377               | 8 ottobre 2012    | Spacewatch                    |
| 688465 | 2012 TA378               | 9 ottobre 2012    | Mount Lemmon Survey           |
| 688466 | 2012 TO378               | 11 ottobre 2012   | Pan-STARRS                    |
| 688467 | 2012 TZ378               | 9 ottobre 2012    | Pan-STARRS                    |
| 688468 | 2012 TU379               | 26 febbraio 2001  | A. C. Becker, I. dell'Antonio |
| 688469 | 2012 TA380               | 10 ottobre 2012   | Spacewatch                    |
| 688470 | 2012 TY380               | 7 ottobre 2012    | Pan-STARRS                    |
| 688471 | 2012 TB381               | 14 ottobre 2012   | Mount Lemmon Survey           |
| 688472 | 2012 TJ381               | 11 ottobre 2012   | Spacewatch                    |
| 688473 | 2012 TN381               | 15 ottobre 2012   | Pan-STARRS                    |
| 688474 | 2012 TW381               | 11 ottobre 2012   | Mount Lemmon Survey           |
| 688475 | 2012 TZ381               | 11 ottobre 2012   | Pan-STARRS                    |
| 688476 | 2012 TY382               | 7 ottobre 2012    | Pan-STARRS                    |
| 688477 | 2012 TR383               | 15 ottobre 2012   | Pan-STARRS                    |
| 688478 | 2012 TX384               | 7 ottobre 2012    | Pan-STARRS                    |
| 688479 | 2012 TL385               | 8 ottobre 2012    | Pan-STARRS                    |
| 688480 | 2012 TF386               | 24 marzo 2006     | Mount Lemmon Survey           |
| 688481 | 2012 TJ387               | 8 ottobre 2012    | Mount Lemmon Survey           |
| 688482 | 2012 TQ387               | 9 ottobre 2012    | Pan-STARRS                    |
| 688483 | 2012 TK390               | 10 ottobre 2012   | Mount Lemmon Survey           |
| 688484 | 2012 TB394               | 11 ottobre 2012   | Pan-STARRS                    |
| 688485 | 2012 UC9                 | 7 novembre 2008   | Mount Lemmon Survey           |
| 688486 | 2012 UN11                | 10 agosto 2002    | M. W. Buie, S. D. Kern        |
| 688487 | 2012 UO11                | 16 ottobre 2012   | Mount Lemmon Survey           |
| 688488 | 2012 UC13                | 8 ottobre 2012    | Mount Lemmon Survey           |
| 688489 | 2012 UN13                | 26 gennaio 2006   | Spacewatch                    |
| 688490 | 2012 UO15                | 16 ottobre 2012   | Mount Lemmon Survey           |
| 688491 | 2012 UH16                | 16 ottobre 2012   | Mount Lemmon Survey           |
| 688492 | 2012 UF17                | 19 ottobre 2003   | SDSS Collaboration            |
| 688493 | 2012 US19                | 8 ottobre 2012    | Mount Lemmon Survey           |
| 688494 | 2012 UY19                | 16 ottobre 2012   | Mount Lemmon Survey           |
| 688495 | 2012 UW20                | 16 ottobre 2012   | Mount Lemmon Survey           |
| 688496 | 2012 UJ22                | 6 dicembre 2008   | Spacewatch                    |
| 688497 | 2012 UO28                | 5 dicembre 1996   | Spacewatch                    |
| 688498 | 2012 UY29                | 8 ottobre 2012    | Pan-STARRS                    |
| 688499 | 2012 UZ29                | 6 ottobre 1999    | LINEAR                        |
| 688500 | 2012 UD30                | 27 aprile 2011    | Pan-STARRS                    |

## 688501–688600
| Nome   | Designazione provvisoria | Data di scoperta  | Scopritore                   |
| ------ | ------------------------ | ----------------- | ---------------------------- |
| 688501 | 2012 UL33                | 4 novembre 1999   | Spacewatch                   |
| 688502 | 2012 UN40                | 30 settembre 2003 | SDSS Collaboration           |
| 688503 | 2012 UK42                | 17 novembre 2008  | Spacewatch                   |
| 688504 | 2012 UH43                | 25 settembre 2012 | Mount Lemmon Survey          |
| 688505 | 2012 US49                | 18 ottobre 2012   | Pan-STARRS                   |
| 688506 | 2012 UG50                | 18 ottobre 2012   | Pan-STARRS                   |
| 688507 | 2012 US51                | 31 marzo 2003     | Cerro Tololo Obs.            |
| 688508 | 2012 UT53                | 18 settembre 2003 | Spacewatch                   |
| 688509 | 2012 UL56                | 19 ottobre 2012   | Pan-STARRS                   |
| 688510 | 2012 UZ57                | 18 settembre 2003 | Spacewatch                   |
| 688511 | 2012 UA59                | 19 ottobre 2012   | Pan-STARRS                   |
| 688512 | 2012 UD62                | 17 ottobre 2012   | Mount Lemmon Survey          |
| 688513 | 2012 UD64                | 20 ottobre 2012   | Mount Lemmon Survey          |
| 688514 | 2012 UK64                | 20 ottobre 2012   | Mount Lemmon Survey          |
| 688515 | 2012 UK66                | 16 ottobre 2012   | Spacewatch                   |
| 688516 | 2012 UZ72                | 15 ottobre 2012   | M. Schwartz, P. R. Holvorcem |
| 688517 | 2012 UH73                | 17 ottobre 2012   | Pan-STARRS                   |
| 688518 | 2012 UQ74                | 18 ottobre 2012   | Pan-STARRS                   |
| 688519 | 2012 UA75                | 27 settembre 2003 | Spacewatch                   |
| 688520 | 2012 UB78                | 3 dicembre 2008   | Spacewatch                   |
| 688521 | 2012 UT80                | 27 settembre 2003 | Spacewatch                   |
| 688522 | 2012 UN81                | 8 ottobre 2012    | Spacewatch                   |
| 688523 | 2012 UE83                | 25 marzo 2011     | CSS                          |
| 688524 | 2012 UO84                | 1 ottobre 2008    | Mount Lemmon Survey          |
| 688525 | 2012 UJ99                | 14 ottobre 2012   | CSS                          |
| 688526 | 2012 UE100               | 18 ottobre 2012   | Pan-STARRS                   |
| 688527 | 2012 UZ107               | 8 ottobre 2012    | Mount Lemmon Survey          |
| 688528 | 2012 UT110               | 19 settembre 2006 | Spacewatch                   |
| 688529 | 2012 UG112               | 16 gennaio 2009   | Mount Lemmon Survey          |
| 688530 | 2012 UV113               | 22 ottobre 2012   | Mount Lemmon Survey          |
| 688531 | 2012 UX115               | 18 settembre 2003 | NEAT                         |
| 688532 | 2012 UQ118               | 14 ottobre 2007   | Mount Lemmon Survey          |
| 688533 | 2012 US119               | 22 ottobre 2012   | Pan-STARRS                   |
| 688534 | 2012 UY121               | 22 ottobre 2012   | Pan-STARRS                   |
| 688535 | 2012 UN124               | 15 ottobre 2012   | Spacewatch                   |
| 688536 | 2012 UU126               | 22 ottobre 2012   | Pan-STARRS                   |
| 688537 | 2012 UE142               | 18 ottobre 2012   | Pan-STARRS                   |
| 688538 | 2012 UN143               | 18 ottobre 2012   | Pan-STARRS                   |
| 688539 | 2012 UT143               | 8 ottobre 2012    | Pan-STARRS                   |
| 688540 | 2012 UJ144               | 31 maggio 2011    | Mount Lemmon Survey          |
| 688541 | 2012 UN149               | 10 settembre 2007 | Mount Lemmon Survey          |
| 688542 | 2012 UW152               | 21 ottobre 2012   | Pan-STARRS                   |
| 688543 | 2012 US155               | 25 agosto 2003    | NEAT                         |
| 688544 | 2012 UU156               | 11 ottobre 2012   | Pan-STARRS                   |
| 688545 | 2012 UY157               | 22 ottobre 2012   | Pan-STARRS                   |
| 688546 | 2012 UE158               | 24 ottobre 2012   | Pan-STARRS                   |
| 688547 | 2012 UQ159               | 20 dicembre 2004  | Mount Lemmon Survey          |
| 688548 | 2012 UC163               | 1 febbraio 2005   | Spacewatch                   |
| 688549 | 2012 UZ163               | 15 ottobre 2012   | Mount Lemmon Survey          |
| 688550 | 2012 UC166               | 26 ottobre 2012   | Pan-STARRS                   |
| 688551 | 2012 UP168               | 21 ottobre 2012   | G. Hodosán                   |
| 688552 | 2012 UV172               | 11 ottobre 2005   | P. De Cat                    |
| 688553 | 2012 UH173               | 26 ottobre 2012   | Mount Lemmon Survey          |
| 688554 | 2012 UW174               | 8 ottobre 2012    | Spacewatch                   |
| 688555 | 2012 UH178               | 30 aprile 2011    | Mount Lemmon Survey          |
| 688556 | 2012 UP179               | 20 ottobre 2012   | Spacewatch                   |
| 688557 | 2012 UU180               | 16 ottobre 2012   | Mount Lemmon Survey          |
| 688558 | 2012 UE181               | 5 settembre 2007  | K. Sárneczky, L. Kiss        |
| 688559 | 2012 UW181               | 18 ottobre 2012   | Pan-STARRS                   |
| 688560 | 2012 UY181               | 18 ottobre 2012   | Pan-STARRS                   |
| 688561 | 2012 UJ182               | 21 ottobre 2012   | Spacewatch                   |
| 688562 | 2012 UM182               | 21 ottobre 2012   | Pan-STARRS                   |
| 688563 | 2012 UM183               | 22 ottobre 2012   | Pan-STARRS                   |
| 688564 | 2012 UV183               | 17 ottobre 2012   | Mount Lemmon Survey          |
| 688565 | 2012 UV184               | 18 ottobre 2012   | Pan-STARRS                   |
| 688566 | 2012 UG186               | 19 ottobre 2012   | Pan-STARRS                   |
| 688567 | 2012 UA187               | 20 ottobre 2012   | Pan-STARRS                   |
| 688568 | 2012 UD187               | 16 ottobre 2012   | Mount Lemmon Survey          |
| 688569 | 2012 UF188               | 5 aprile 2014     | Pan-STARRS                   |
| 688570 | 2012 UU188               | 18 ottobre 2012   | Pan-STARRS                   |
| 688571 | 2012 UK189               | 22 aprile 2015    | Spacewatch                   |
| 688572 | 2012 UO190               | 21 ottobre 2012   | Pan-STARRS                   |
| 688573 | 2012 UF201               | 3 gennaio 2014    | Spacewatch                   |
| 688574 | 2012 UK201               | 22 agosto 2017    | Pan-STARRS                   |
| 688575 | 2012 UM205               | 22 ottobre 2012   | Pan-STARRS                   |
| 688576 | 2012 UZ206               | 1 agosto 2016     | Pan-STARRS                   |
| 688577 | 2012 UO209               | 23 maggio 2014    | Pan-STARRS                   |
| 688578 | 2012 UQ209               | 18 ottobre 2012   | Pan-STARRS                   |
| 688579 | 2012 UT210               | 18 gennaio 2009   | Spacewatch                   |
| 688580 | 2012 UH211               | 2 gennaio 2009    | Spacewatch                   |
| 688581 | 2012 UX212               | 22 ottobre 2012   | Spacewatch                   |
| 688582 | 2012 UO213               | 22 ottobre 2012   | Spacewatch                   |
| 688583 | 2012 UP214               | 26 ottobre 2012   | Mount Lemmon Survey          |
| 688584 | 2012 UR219               | 23 ottobre 2012   | Spacewatch                   |
| 688585 | 2012 UV219               | 17 ottobre 2012   | Pan-STARRS                   |
| 688586 | 2012 UH220               | 22 ottobre 2012   | Mount Lemmon Survey          |
| 688587 | 2012 UF221               | 18 ottobre 2012   | Pan-STARRS                   |
| 688588 | 2012 UB223               | 21 ottobre 2012   | Pan-STARRS                   |
| 688589 | 2012 UN223               | 18 ottobre 2012   | Pan-STARRS                   |
| 688590 | 2012 UL224               | 21 ottobre 2012   | Mount Lemmon Survey          |
| 688591 | 2012 UM226               | 18 ottobre 2012   | Pan-STARRS                   |
| 688592 | 2012 UH228               | 16 ottobre 2012   | Mount Lemmon Survey          |
| 688593 | 2012 UO228               | 8 ottobre 2012    | Spacewatch                   |
| 688594 | 2012 UD231               | 17 ottobre 2012   | Mount Lemmon Survey          |
| 688595 | 2012 UQ232               | 17 ottobre 2012   | Mount Lemmon Survey          |
| 688596 | 2012 US232               | 23 ottobre 2012   | Spacewatch                   |
| 688597 | 2012 UK234               | 22 ottobre 2012   | Pan-STARRS                   |
| 688598 | 2012 UB237               | 17 ottobre 2012   | Pan-STARRS                   |
| 688599 | 2012 UD237               | 22 ottobre 2012   | Mount Lemmon Survey          |
| 688600 | 2012 UN237               | 23 ottobre 2012   | Mount Lemmon Survey          |

## 688601–688700
| Nome   | Designazione provvisoria | Data di scoperta  | Scopritore                      |
| ------ | ------------------------ | ----------------- | ------------------------------- |
| 688601 | 2012 UX237               | 17 ottobre 2012   | Mount Lemmon Survey             |
| 688602 | 2012 UB238               | 22 ottobre 2012   | Pan-STARRS                      |
| 688603 | 2012 UW238               | 18 ottobre 2012   | Pan-STARRS                      |
| 688604 | 2012 UY238               | 19 ottobre 2012   | Pan-STARRS                      |
| 688605 | 2012 UD240               | 18 ottobre 2012   | Pan-STARRS                      |
| 688606 | 2012 UM240               | 17 ottobre 2012   | Pan-STARRS                      |
| 688607 | 2012 UO240               | 18 ottobre 2012   | Pan-STARRS                      |
| 688608 | 2012 UT240               | 23 ottobre 2012   | Mount Lemmon Survey             |
| 688609 | 2012 UU240               | 16 ottobre 2012   | Mount Lemmon Survey             |
| 688610 | 2012 UF242               | 18 ottobre 2012   | Pan-STARRS                      |
| 688611 | 2012 UX242               | 17 ottobre 2012   | Pan-STARRS                      |
| 688612 | 2012 UW243               | 17 ottobre 2012   | Pan-STARRS                      |
| 688613 | 2012 UQ244               | 22 ottobre 2012   | Mount Lemmon Survey             |
| 688614 | 2012 UT244               | 23 agosto 2007    | Spacewatch                      |
| 688615 | 2012 UZ253               | 19 ottobre 2012   | Mount Lemmon Survey             |
| 688616 | 2012 VF8                 | 21 ottobre 2012   | Spacewatch                      |
| 688617 | 2012 VL11                | 8 ottobre 2012    | Spacewatch                      |
| 688618 | 2012 VY11                | 18 ottobre 2012   | Pan-STARRS                      |
| 688619 | 2012 VU13                | 4 novembre 2012   | Mount Lemmon Survey             |
| 688620 | 2012 VT15                | 11 settembre 2002 | NEAT                            |
| 688621 | 2012 VF18                | 6 novembre 2012   | Mount Lemmon Survey             |
| 688622 | 2012 VP20                | 16 settembre 2012 | Spacewatch                      |
| 688623 | 2012 VC21                | 30 novembre 2003  | Spacewatch                      |
| 688624 | 2012 VV21                | 23 ottobre 2012   | Spacewatch                      |
| 688625 | 2012 VT28                | 2 novembre 2012   | Mount Lemmon Survey             |
| 688626 | 2012 VA29                | 11 ottobre 2012   | Spacewatch                      |
| 688627 | 2012 VF29                | 2 novembre 2012   | Mount Lemmon Survey             |
| 688628 | 2012 VD32                | 8 ottobre 2012    | Spacewatch                      |
| 688629 | 2012 VM41                | 18 ottobre 2012   | Pan-STARRS                      |
| 688630 | 2012 VX48                | 4 novembre 2012   | Mount Lemmon Survey             |
| 688631 | 2012 VK50                | 18 ottobre 2012   | Pan-STARRS                      |
| 688632 | 2012 VU50                | 23 settembre 2012 | Mount Lemmon Survey             |
| 688633 | 2012 VH52                | 5 novembre 2005   | CSS                             |
| 688634 | 2012 VW53                | 6 novembre 2012   | Mount Lemmon Survey             |
| 688635 | 2012 VQ54                | 13 settembre 2007 | Mount Lemmon Survey             |
| 688636 | 2012 VW55                | 24 settembre 2004 | Spacewatch                      |
| 688637 | 2012 VG56                | 6 novembre 2012   | Mount Lemmon Survey             |
| 688638 | 2012 VD57                | 7 novembre 2012   | Pan-STARRS                      |
| 688639 | 2012 VR59                | 7 novembre 2012   | Pan-STARRS                      |
| 688640 | 2012 VU61                | 21 ottobre 2012   | Pan-STARRS                      |
| 688641 | 2012 VO62                | 18 settembre 2012 | Mount Lemmon Survey             |
| 688642 | 2012 VD66                | 18 settembre 2007 | Mount Lemmon Survey             |
| 688643 | 2012 VR69                | 23 ottobre 2003   | Spacewatch                      |
| 688644 | 2012 VU69                | 7 novembre 2012   | Pan-STARRS                      |
| 688645 | 2012 VG70                | 20 ottobre 2012   | Mount Lemmon Survey             |
| 688646 | 2012 VZ70                | 21 ottobre 2012   | Pan-STARRS                      |
| 688647 | 2012 VU71                | 30 settembre 2003 | Spacewatch                      |
| 688648 | 2012 VL73                | 30 ottobre 2011   | Mount Lemmon Survey             |
| 688649 | 2012 VV73                | 10 maggio 2005    | Mount Lemmon Survey             |
| 688650 | 2012 VY77                | 12 novembre 2012  | Pan-STARRS                      |
| 688651 | 2012 VA78                | 20 ottobre 2012   | Mount Lemmon Survey             |
| 688652 | 2012 VG80                | 6 novembre 2012   | K. Levin                        |
| 688653 | 2012 VR81                | 27 settembre 2008 | Mount Lemmon Survey             |
| 688654 | 2012 VF85                | 14 novembre 2012  | Spacewatch                      |
| 688655 | 2012 VA86                | 24 ottobre 2003   | L. H. Wasserman, D. E. Trilling |
| 688656 | 2012 VW87                | 20 maggio 2006    | Spacewatch                      |
| 688657 | 2012 VR89                | 14 novembre 2012  | Spacewatch                      |
| 688658 | 2012 VK91                | 16 ottobre 2003   | NEAT                            |
| 688659 | 2012 VL91                | 14 ottobre 2012   | Spacewatch                      |
| 688660 | 2012 VT107               | 23 ottobre 2012   | Mount Lemmon Survey             |
| 688661 | 2012 VO108               | 13 settembre 2007 | Mount Lemmon Survey             |
| 688662 | 2012 VR108               | 22 ottobre 2012   | Pan-STARRS                      |
| 688663 | 2012 VQ112               | 4 novembre 2012   | Mount Lemmon Survey             |
| 688664 | 2012 VK116               | 25 gennaio 2014   | Pan-STARRS                      |
| 688665 | 2012 VM116               | 13 novembre 2012  | Mount Lemmon Survey             |
| 688666 | 2012 VZ116               | 4 novembre 2012   | Pan-STARRS                      |
| 688667 | 2012 VL117               | 20 febbraio 2014  | Mount Lemmon Survey             |
| 688668 | 2012 VM117               | 7 novembre 2012   | Mount Lemmon Survey             |
| 688669 | 2012 VS117               | 11 agosto 2007    | B. Christophe                   |
| 688670 | 2012 VE120               | 7 novembre 2012   | Mount Lemmon Survey             |
| 688671 | 2012 VR121               | 11 dicembre 2004  | Spacewatch                      |
| 688672 | 2012 VY122               | 7 novembre 2012   | Pan-STARRS                      |
| 688673 | 2012 VO124               | 26 agosto 2016    | Pan-STARRS                      |
| 688674 | 2012 VS124               | 9 novembre 2013   | Mount Lemmon Survey             |
| 688675 | 2012 VC126               | 19 marzo 2017     | Pan-STARRS                      |
| 688676 | 2012 VZ127               | 13 novembre 2012  | ESA OGS                         |
| 688677 | 2012 VA128               | 7 novembre 2012   | Pan-STARRS                      |
| 688678 | 2012 VP128               | 13 novembre 2012  | Mount Lemmon Survey             |
| 688679 | 2012 VS128               | 13 novembre 2012  | Mount Lemmon Survey             |
| 688680 | 2012 VX128               | 13 novembre 2012  | Mount Lemmon Survey             |
| 688681 | 2012 VK129               | 7 novembre 2012   | Pan-STARRS                      |
| 688682 | 2012 VL130               | 6 novembre 2012   | Mount Lemmon Survey             |
| 688683 | 2012 VM135               | 7 novembre 2012   | Mount Lemmon Survey             |
| 688684 | 2012 VN135               | 14 novembre 2012  | Spacewatch                      |
| 688685 | 2012 VV137               | 14 novembre 2012  | Mount Lemmon Survey             |
| 688686 | 2012 VY137               | 3 novembre 2012   | Mount Lemmon Survey             |
| 688687 | 2012 VA138               | 6 novembre 2012   | Mount Lemmon Survey             |
| 688688 | 2012 VC138               | 13 novembre 2012  | Mount Lemmon Survey             |
| 688689 | 2012 VH138               | 3 novembre 2012   | Mount Lemmon Survey             |
| 688690 | 2012 VM138               | 4 novembre 2012   | Mount Lemmon Survey             |
| 688691 | 2012 VO138               | 13 novembre 2012  | ESA OGS                         |
| 688692 | 2012 VT139               | 4 novembre 2012   | Mount Lemmon Survey             |
| 688693 | 2012 VW140               | 12 novembre 2012  | Mount Lemmon Survey             |
| 688694 | 2012 VH141               | 6 novembre 2012   | Pan-STARRS                      |
| 688695 | 2012 VM141               | 6 novembre 2012   | Mount Lemmon Survey             |
| 688696 | 2012 VH143               | 13 novembre 2012  | R. P. Boyle, V. Laugalys        |
| 688697 | 2012 VF144               | 14 novembre 2012  | Spacewatch                      |
| 688698 | 2012 WJ1                 | 12 novembre 2012  | CSS                             |
| 688699 | 2012 WC7                 | 17 novembre 2012  | Mount Lemmon Survey             |
| 688700 | 2012 WZ9                 | 22 ottobre 2012   | Pan-STARRS                      |

## 688701–688800
| Nome   | Designazione provvisoria | Data di scoperta  | Scopritore                   |
| ------ | ------------------------ | ----------------- | ---------------------------- |
| 688701 | 2012 WC11                | 29 aprile 2008    | Mount Lemmon Survey          |
| 688702 | 2012 WH17                | 9 ottobre 2012    | Mount Lemmon Survey          |
| 688703 | 2012 WS22                | 20 novembre 2012  | Mount Lemmon Survey          |
| 688704 | 2012 WT27                | 19 dicembre 2009  | Spacewatch                   |
| 688705 | 2012 WM29                | 18 gennaio 2009   | Spacewatch                   |
| 688706 | 2012 WL35                | 26 novembre 2012  | Mount Lemmon Survey          |
| 688707 | 2012 WY36                | 2 febbraio 2005   | CSS                          |
| 688708 | 2012 WD37                | 6 maggio 2010     | Pan-STARRS                   |
| 688709 | 2012 WR37                | 26 novembre 2012  | Mount Lemmon Survey          |
| 688710 | 2012 WM40                | 19 novembre 2003  | Spacewatch                   |
| 688711 | 2012 WM42                | 22 novembre 2012  | Spacewatch                   |
| 688712 | 2012 WE43                | 25 novembre 2012  | Spacewatch                   |
| 688713 | 2012 WA44                | 23 novembre 2012  | Spacewatch                   |
| 688714 | 2012 WF44                | 23 novembre 2012  | Spacewatch                   |
| 688715 | 2012 WJ44                | 20 novembre 2012  | Mount Lemmon Survey          |
| 688716 | 2012 XF1                 | 3 luglio 2011     | Mount Lemmon Survey          |
| 688717 | 2012 XL2                 | 4 settembre 2003  | Spacewatch                   |
| 688718 | 2012 XK3                 | 25 novembre 2005  | Spacewatch                   |
| 688719 | 2012 XV4                 | 4 dicembre 2012   | Mount Lemmon Survey          |
| 688720 | 2012 XF7                 | 5 agosto 2002     | NEAT                         |
| 688721 | 2012 XQ12                | 4 dicembre 2012   | Mount Lemmon Survey          |
| 688722 | 2012 XU14                | 23 ottobre 2003   | Spacewatch                   |
| 688723 | 2012 XG17                | 7 dicembre 2012   | Pan-STARRS                   |
| 688724 | 2012 XX19                | 13 settembre 2007 | Spacewatch                   |
| 688725 | 2012 XQ21                | 23 ottobre 2012   | Mount Lemmon Survey          |
| 688726 | 2012 XJ22                | 22 maggio 2011    | Mount Lemmon Survey          |
| 688727 | 2012 XQ22                | 7 novembre 2012   | Mount Lemmon Survey          |
| 688728 | 2012 XZ23                | 20 novembre 2003  | Spacewatch                   |
| 688729 | 2012 XO25                | 25 maggio 2006    | Osservatorio di Mauna Kea    |
| 688730 | 2012 XM27                | 30 settembre 2016 | Pan-STARRS                   |
| 688731 | 2012 XH29                | 8 ottobre 2007    | Mount Lemmon Survey          |
| 688732 | 2012 XM30                | 13 novembre 2012  | Spacewatch                   |
| 688733 | 2012 XV31                | 6 novembre 2012   | Spacewatch                   |
| 688734 | 2012 XA32                | 1 dicembre 2005   | Mount Lemmon Survey          |
| 688735 | 2012 XG33                | 3 dicembre 2012   | Mount Lemmon Survey          |
| 688736 | 2012 XH33                | 30 ottobre 2007   | Mount Lemmon Survey          |
| 688737 | 2012 XO33                | 3 dicembre 2012   | Mount Lemmon Survey          |
| 688738 | 2012 XJ34                | 3 dicembre 2012   | Mount Lemmon Survey          |
| 688739 | 2012 XQ34                | 15 ottobre 2002   | NEAT                         |
| 688740 | 2012 XE36                | 3 dicembre 2012   | Mount Lemmon Survey          |
| 688741 | 2012 XS37                | 30 novembre 2005  | Spacewatch                   |
| 688742 | 2012 XC39                | 20 ottobre 2007   | Mount Lemmon Survey          |
| 688743 | 2012 XF39                | 6 novembre 2012   | Mount Lemmon Survey          |
| 688744 | 2012 XZ42                | 3 dicembre 2012   | Mount Lemmon Survey          |
| 688745 | 2012 XB44                | 19 dicembre 2003  | Spacewatch                   |
| 688746 | 2012 XK51                | 4 novembre 2012   | Spacewatch                   |
| 688747 | 2012 XX53                | 7 dicembre 2012   | Mount Lemmon Survey          |
| 688748 | 2012 XG56                | 10 dicembre 2012  | Pan-STARRS                   |
| 688749 | 2012 XM59                | 10 marzo 2007     | Mount Lemmon Survey          |
| 688750 | 2012 XU59                | 17 novembre 2012  | Mount Lemmon Survey          |
| 688751 | 2012 XP60                | 21 ottobre 2012   | Pan-STARRS                   |
| 688752 | 2012 XB63                | 14 novembre 2012  | Mount Lemmon Survey          |
| 688753 | 2012 XB66                | 4 dicembre 2012   | Mount Lemmon Survey          |
| 688754 | 2012 XO67                | 20 novembre 2003  | SDSS Collaboration           |
| 688755 | 2012 XJ68                | 5 dicembre 2012   | Mount Lemmon Survey          |
| 688756 | 2012 XP68                | 19 gennaio 2004   | Spacewatch                   |
| 688757 | 2012 XY73                | 6 dicembre 2012   | Mount Lemmon Survey          |
| 688758 | 2012 XV74                | 6 dicembre 2012   | Mount Lemmon Survey          |
| 688759 | 2012 XS77                | 6 dicembre 2012   | Mount Lemmon Survey          |
| 688760 | 2012 XV77                | 6 dicembre 2012   | Mount Lemmon Survey          |
| 688761 | 2012 XV78                | 6 dicembre 2012   | Mount Lemmon Survey          |
| 688762 | 2012 XE87                | 10 gennaio 2010   | Spacewatch                   |
| 688763 | 2012 XG89                | 27 ottobre 2008   | Mount Lemmon Survey          |
| 688764 | 2012 XR89                | 21 maggio 2006    | SSS                          |
| 688765 | 2012 XS89                | 12 novembre 2012  | Mount Lemmon Survey          |
| 688766 | 2012 XB90                | 18 settembre 2007 | Spacewatch                   |
| 688767 | 2012 XC92                | 7 novembre 2012   | Mount Lemmon Survey          |
| 688768 | 2012 XV97                | 14 gennaio 2002   | Spacewatch                   |
| 688769 | 2012 XW97                | 5 dicembre 2012   | Mount Lemmon Survey          |
| 688770 | 2012 XP100               | 25 agosto 2000    | R. Millis, L. H. Wasserman   |
| 688771 | 2012 XY104               | 14 novembre 2012  | Mount Lemmon Survey          |
| 688772 | 2012 XT106               | 12 dicembre 2004  | CINEOS                       |
| 688773 | 2012 XV106               | 8 dicembre 2012   | Spacewatch                   |
| 688774 | 2012 XX109               | 19 settembre 2007 | Spacewatch                   |
| 688775 | 2012 XH111               | 11 dicembre 2012  | Mount Lemmon Survey          |
| 688776 | 2012 XZ113               | 29 gennaio 2009   | Spacewatch                   |
| 688777 | 2012 XO114               | 12 settembre 2007 | Mount Lemmon Survey          |
| 688778 | 2012 XN118               | 26 gennaio 2001   | Spacewatch                   |
| 688779 | 2012 XH122               | 9 dicembre 2012   | Pan-STARRS                   |
| 688780 | 2012 XD129               | 10 ottobre 2007   | Spacewatch                   |
| 688781 | 2012 XZ147               | 26 novembre 2003  | Spacewatch                   |
| 688782 | 2012 XS148               | 2 dicembre 2008   | Mount Lemmon Survey          |
| 688783 | 2012 XK150               | 22 novembre 2012  | Spacewatch                   |
| 688784 | 2012 XZ153               | 3 dicembre 2008   | Mount Lemmon Survey          |
| 688785 | 2012 XK154               | 17 marzo 2005     | CSS                          |
| 688786 | 2012 XA157               | 27 settembre 2016 | Pan-STARRS                   |
| 688787 | 2012 XO158               | 12 ottobre 2007   | Mount Lemmon Survey          |
| 688788 | 2012 XR158               | 13 gennaio 2008   | Mount Lemmon Survey          |
| 688789 | 2012 XN159               | 14 settembre 2007 | CSS                          |
| 688790 | 2012 XK160               | 22 marzo 2015     | Pan-STARRS                   |
| 688791 | 2012 XK161               | 26 febbraio 2014  | Mount Lemmon Survey          |
| 688792 | 2012 XG162               | 23 aprile 2015    | Pan-STARRS                   |
| 688793 | 2012 XO168               | 21 marzo 2017     | Pan-STARRS                   |
| 688794 | 2012 XS171               | 2 dicembre 2012   | Mount Lemmon Survey          |
| 688795 | 2012 XT171               | 12 dicembre 2012  | M. Schwartz, P. R. Holvorcem |
| 688796 | 2012 XT173               | 6 dicembre 2012   | Mount Lemmon Survey          |
| 688797 | 2012 XS175               | 8 dicembre 2012   | Mount Lemmon Survey          |
| 688798 | 2012 XQ177               | 12 dicembre 2012  | Mount Lemmon Survey          |
| 688799 | 2012 XC179               | 9 dicembre 2012   | Mount Lemmon Survey          |
| 688800 | 2012 XB181               | 9 dicembre 2012   | Pan-STARRS                   |

## 688801–688900
| Nome   | Designazione provvisoria | Data di scoperta  | Scopritore                   |
| ------ | ------------------------ | ----------------- | ---------------------------- |
| 688801 | 2012 YC                  | 17 dicembre 2012  | M. Schwartz, P. R. Holvorcem |
| 688802 | 2012 YX                  | 10 agosto 2001    | NEAT                         |
| 688803 | 2012 YX5                 | 23 dicembre 2012  | Pan-STARRS                   |
| 688804 | 2012 YF10                | 14 settembre 2006 | Spacewatch                   |
| 688805 | 2012 YJ10                | 23 dicembre 2012  | Pan-STARRS                   |
| 688806 | 2012 YQ11                | 23 dicembre 2012  | Pan-STARRS                   |
| 688807 | 2012 YD12                | 17 dicembre 2003  | Spacewatch                   |
| 688808 | 2012 YE15                | 29 aprile 2014    | Pan-STARRS                   |
| 688809 | 2012 YD16                | 23 dicembre 2012  | Pan-STARRS                   |
| 688810 | 2012 YV16                | 23 dicembre 2012  | Pan-STARRS                   |
| 688811 | 2012 YM17                | 23 dicembre 2012  | Pan-STARRS                   |
| 688812 | 2012 YT17                | 16 dicembre 2012  | ESA OGS                      |
| 688813 | 2012 YM18                | 14 maggio 2005    | Mount Lemmon Survey          |
| 688814 | 2012 YD19                | 21 dicembre 2012  | Mount Lemmon Survey          |
| 688815 | 2012 YS21                | 21 dicembre 2012  | Mount Lemmon Survey          |
| 688816 | 2012 YW21                | 26 settembre 2011 | Pan-STARRS                   |
| 688817 | 2012 YD22                | 23 dicembre 2012  | Pan-STARRS                   |
| 688818 | 2012 YP22                | 23 dicembre 2012  | Pan-STARRS                   |
| 688819 | 2012 YE23                | 23 dicembre 2012  | Pan-STARRS                   |
| 688820 | 2012 YK25                | 23 dicembre 2012  | Pan-STARRS                   |
| 688821 | 2012 YG26                | 23 dicembre 2012  | Pan-STARRS                   |
| 688822 | 2013 AZ                  | 3 gennaio 2013    | CSS                          |
| 688823 | 2013 AA13                | 3 gennaio 2013    | Mount Lemmon Survey          |
| 688824 | 2013 AO13                | 3 gennaio 2013    | Mount Lemmon Survey          |
| 688825 | 2013 AS13                | 28 ottobre 2002   | NEAT                         |
| 688826 | 2013 AQ16                | 16 gennaio 2009   | Spacewatch                   |
| 688827 | 2013 AS17                | 4 dicembre 2008   | Mount Lemmon Survey          |
| 688828 | 2013 AC18                | 25 gennaio 2006   | Spacewatch                   |
| 688829 | 2013 AY24                | 18 ottobre 2007   | Spacewatch                   |
| 688830 | 2013 AJ25                | 30 ottobre 2005   | Mount Lemmon Survey          |
| 688831 | 2013 AX28                | 23 dicembre 2012  | Pan-STARRS                   |
| 688832 | 2013 AP30                | 13 dicembre 2012  | Mount Lemmon Survey          |
| 688833 | 2013 AQ32                | 6 novembre 2005   | Mount Lemmon Survey          |
| 688834 | 2013 AT33                | 6 ottobre 2008    | Mount Lemmon Survey          |
| 688835 | 2013 AD43                | 24 agosto 2008    | Spacewatch                   |
| 688836 | 2013 AG44                | 5 gennaio 2013    | Mount Lemmon Survey          |
| 688837 | 2013 AV46                | 8 dicembre 2012   | Mount Lemmon Survey          |
| 688838 | 2013 AQ47                | 19 marzo 2009     | Mount Lemmon Survey          |
| 688839 | 2013 AX55                | 23 settembre 2008 | Spacewatch                   |
| 688840 | 2013 AP59                | 7 gennaio 2013    | Pan-STARRS                   |
| 688841 | 2013 AV60                | 9 gennaio 2013    | CSS                          |
| 688842 | 2013 AB63                | 3 novembre 2007   | Mount Lemmon Survey          |
| 688843 | 2013 AM63                | 6 gennaio 2013    | Mount Lemmon Survey          |
| 688844 | 2013 AS64                | 10 gennaio 2013   | Pan-STARRS                   |
| 688845 | 2013 AC65                | 4 gennaio 2013    | Mount Lemmon Survey          |
| 688846 | 2013 AD65                | 5 settembre 2008  | Spacewatch                   |
| 688847 | 2013 AQ65                | 5 maggio 2010     | Mount Lemmon Survey          |
| 688848 | 2013 AL77                | 21 settembre 2003 | Spacewatch                   |
| 688849 | 2013 AO77                | 4 gennaio 2013    | Spacewatch                   |
| 688850 | 2013 AW78                | 10 gennaio 2013   | Pan-STARRS                   |
| 688851 | 2013 AF81                | 12 gennaio 2013   | Mount Lemmon Survey          |
| 688852 | 2013 AR85                | 4 settembre 2011  | Pan-STARRS                   |
| 688853 | 2013 AG88                | 23 dicembre 2012  | Pan-STARRS                   |
| 688854 | 2013 AO89                | 15 gennaio 2013   | ESA OGS                      |
| 688855 | 2013 AB97                | 27 settembre 2012 | Pan-STARRS                   |
| 688856 | 2013 AN98                | 6 gennaio 2013    | Mount Lemmon Survey          |
| 688857 | 2013 AE106               | 10 gennaio 2013   | Pan-STARRS                   |
| 688858 | 2013 AS106               | 10 gennaio 2013   | Pan-STARRS                   |
| 688859 | 2013 AO107               | 10 gennaio 2013   | Pan-STARRS                   |
| 688860 | 2013 AV112               | 18 aprile 2001    | Spacewatch                   |
| 688861 | 2013 AL113               | 13 gennaio 2013   | Mount Lemmon Survey          |
| 688862 | 2013 AA118               | 15 gennaio 2013   | ESA OGS                      |
| 688863 | 2013 AQ123               | 14 gennaio 2013   | M. Ory                       |
| 688864 | 2013 AH128               | 11 dicembre 2012  | Mount Lemmon Survey          |
| 688865 | 2013 AG135               | 28 settembre 2011 | Spacewatch                   |
| 688866 | 2013 AW135               | 10 gennaio 2013   | Pan-STARRS                   |
| 688867 | 2013 AE138               | 13 gennaio 2013   | Mount Lemmon Survey          |
| 688868 | 2013 AU148               | 5 novembre 2007   | Spacewatch                   |
| 688869 | 2013 AC151               | 4 gennaio 2013    | CTIO-DECam                   |
| 688870 | 2013 AQ152               | 21 ottobre 2006   | Spacewatch                   |
| 688871 | 2013 AU154               | 20 gennaio 2013   | Mount Lemmon Survey          |
| 688872 | 2013 AV156               | 4 gennaio 2013    | CTIO-DECam                   |
| 688873 | 2013 AF160               | 4 gennaio 2013    | CTIO-DECam                   |
| 688874 | 2013 AZ160               | 20 gennaio 2013   | Mount Lemmon Survey          |
| 688875 | 2013 AK164               | 4 gennaio 2013    | CTIO-DECam                   |
| 688876 | 2013 AM164               | 4 gennaio 2013    | CTIO-DECam                   |
| 688877 | 2013 AL168               | 4 gennaio 2013    | CTIO-DECam                   |
| 688878 | 2013 AU168               | 2 febbraio 2008   | Spacewatch                   |
| 688879 | 2013 AA171               | 4 gennaio 2013    | CTIO-DECam                   |
| 688880 | 2013 AE171               | 4 gennaio 2013    | CTIO-DECam                   |
| 688881 | 2013 AL171               | 4 gennaio 2013    | CTIO-DECam                   |
| 688882 | 2013 AO173               | 3 ottobre 2006    | Mount Lemmon Survey          |
| 688883 | 2013 AB175               | 22 maggio 2006    | Spacewatch                   |
| 688884 | 2013 AZ175               | 26 novembre 2003  | Spacewatch                   |
| 688885 | 2013 AY179               | 5 gennaio 2013    | CTIO-DECam                   |
| 688886 | 2013 AF180               | 5 gennaio 2013    | CTIO-DECam                   |
| 688887 | 2013 AA183               | 9 ottobre 2007    | Spacewatch                   |
| 688888 | 2013 AS183               | 15 gennaio 2012   | Pan-STARRS                   |
| 688889 | 2013 AA186               | 30 dicembre 2007  | Spacewatch                   |
| 688890 | 2013 AO187               | 10 gennaio 2013   | Pan-STARRS                   |
| 688891 | 2013 AN188               | 10 gennaio 2013   | Pan-STARRS                   |
| 688892 | 2013 AU189               | 9 ottobre 2016    | Mount Lemmon Survey          |
| 688893 | 2013 AJ190               | 12 settembre 2015 | Pan-STARRS                   |
| 688894 | 2013 AM190               | 11 ottobre 2015   | W. Bickel                    |
| 688895 | 2013 AM195               | 10 gennaio 2013   | Pan-STARRS                   |
| 688896 | 2013 AC197               | 6 gennaio 2013    | Spacewatch                   |
| 688897 | 2013 AG197               | 10 gennaio 2013   | Pan-STARRS                   |
| 688898 | 2013 AC198               | 10 gennaio 2013   | Pan-STARRS                   |
| 688899 | 2013 AS201               | 9 gennaio 2013    | Mount Lemmon Survey          |
| 688900 | 2013 AW203               | 10 gennaio 2013   | Pan-STARRS                   |

## 688901–689000
| Nome   | Designazione provvisoria | Data di scoperta  | Scopritore                   |
| ------ | ------------------------ | ----------------- | ---------------------------- |
| 688901 | 2013 AB205               | 26 febbraio 2008  | Mount Lemmon Survey          |
| 688902 | 2013 AU205               | 10 gennaio 2013   | Pan-STARRS                   |
| 688903 | 2013 AO206               | 5 gennaio 2013    | Mount Lemmon Survey          |
| 688904 | 2013 AP207               | 10 gennaio 2013   | Pan-STARRS                   |
| 688905 | 2013 AR209               | 10 gennaio 2013   | Pan-STARRS                   |
| 688906 | 2013 AJ210               | 10 gennaio 2013   | Pan-STARRS                   |
| 688907 | 2013 AU211               | 5 gennaio 2013    | Mount Lemmon Survey          |
| 688908 | 2013 BD1                 | 17 ottobre 2009   | Mount Lemmon Survey          |
| 688909 | 2013 BU4                 | 20 ottobre 2007   | Mount Lemmon Survey          |
| 688910 | 2013 BL5                 | 16 gennaio 2013   | Mount Lemmon Survey          |
| 688911 | 2013 BK6                 | 27 ottobre 2006   | Spacewatch                   |
| 688912 | 2013 BZ6                 | 19 novembre 2007  | Spacewatch                   |
| 688913 | 2013 BD9                 | 16 gennaio 2013   | Pan-STARRS                   |
| 688914 | 2013 BA10                | 18 gennaio 2004   | Spacewatch                   |
| 688915 | 2013 BN11                | 20 dicembre 2007  | Spacewatch                   |
| 688916 | 2013 BX11                | 16 gennaio 2013   | Pan-STARRS                   |
| 688917 | 2013 BH13                | 4 gennaio 2013    | Mount Lemmon Survey          |
| 688918 | 2013 BP13                | 30 dicembre 2008  | Mount Lemmon Survey          |
| 688919 | 2013 BD15                | 17 gennaio 2013   | Pan-STARRS                   |
| 688920 | 2013 BE17                | 25 settembre 2009 | Spacewatch                   |
| 688921 | 2013 BB18                | 15 gennaio 2013   | M. Schwartz, P. R. Holvorcem |
| 688922 | 2013 BE21                | 23 dicembre 2012  | Pan-STARRS                   |
| 688923 | 2013 BH23                | 17 gennaio 2013   | Spacewatch                   |
| 688924 | 2013 BV23                | 20 settembre 2003 | Spacewatch                   |
| 688925 | 2013 BF26                | 9 gennaio 2013    | Spacewatch                   |
| 688926 | 2013 BU26                | 18 gennaio 2013   | Pan-STARRS                   |
| 688927 | 2013 BR29                | 16 gennaio 2013   | Pan-STARRS                   |
| 688928 | 2013 BC32                | 16 gennaio 2013   | Pan-STARRS                   |
| 688929 | 2013 BX32                | 9 marzo 2005      | Mount Lemmon Survey          |
| 688930 | 2013 BN34                | 5 gennaio 2013    | Mount Lemmon Survey          |
| 688931 | 2013 BG35                | 17 gennaio 2013   | Pan-STARRS                   |
| 688932 | 2013 BB38                | 5 gennaio 2013    | Mount Lemmon Survey          |
| 688933 | 2013 BZ38                | 18 gennaio 2013   | Spacewatch                   |
| 688934 | 2013 BL39                | 10 gennaio 2013   | Pan-STARRS                   |
| 688935 | 2013 BT42                | 23 agosto 2008    | Spacewatch                   |
| 688936 | 2013 BF44                | 19 gennaio 2013   | Mount Lemmon Survey          |
| 688937 | 2013 BJ46                | 24 ottobre 2007   | Mount Lemmon Survey          |
| 688938 | 2013 BN49                | 2 novembre 2007   | Spacewatch                   |
| 688939 | 2013 BF51                | 3 settembre 2008  | Spacewatch                   |
| 688940 | 2013 BG51                | 19 marzo 2007     | Mount Lemmon Survey          |
| 688941 | 2013 BK51                | 21 settembre 2011 | V. Gerke                     |
| 688942 | 2013 BN51                | 16 gennaio 2013   | Pan-STARRS                   |
| 688943 | 2013 BE52                | 16 gennaio 2013   | Pan-STARRS                   |
| 688944 | 2013 BH52                | 16 gennaio 2013   | Pan-STARRS                   |
| 688945 | 2013 BU52                | 8 ottobre 2008    | Spacewatch                   |
| 688946 | 2013 BV53                | 14 gennaio 2008   | Spacewatch                   |
| 688947 | 2013 BD54                | 1 marzo 2009      | Mount Lemmon Survey          |
| 688948 | 2013 BC55                | 1 dicembre 2008   | Spacewatch                   |
| 688949 | 2013 BX55                | 29 ottobre 2010   | Mount Lemmon Survey          |
| 688950 | 2013 BO56                | 5 gennaio 2013    | Mount Lemmon Survey          |
| 688951 | 2013 BG57                | 5 febbraio 2006   | Mount Lemmon Survey          |
| 688952 | 2013 BH57                | 27 gennaio 2006   | Spacewatch                   |
| 688953 | 2013 BU60                | 9 gennaio 2013    | Spacewatch                   |
| 688954 | 2013 BA62                | 3 dicembre 2005   | Osservatorio di Mauna Kea    |
| 688955 | 2013 BX64                | 19 gennaio 2013   | Mount Lemmon Survey          |
| 688956 | 2013 BH65                | 31 dicembre 2005  | Spacewatch                   |
| 688957 | 2013 BT65                | 19 gennaio 2013   | Spacewatch                   |
| 688958 | 2013 BT68                | 20 gennaio 2013   | Spacewatch                   |
| 688959 | 2013 BJ72                | 16 gennaio 2008   | Spacewatch                   |
| 688960 | 2013 BV81                | 30 luglio 2016    | Pan-STARRS                   |
| 688961 | 2013 BE84                | 19 gennaio 2013   | Spacewatch                   |
| 688962 | 2013 BL84                | 20 gennaio 2013   | Mount Lemmon Survey          |
| 688963 | 2013 BR84                | 9 gennaio 2006    | Spacewatch                   |
| 688964 | 2013 BT84                | 18 novembre 2007  | Spacewatch                   |
| 688965 | 2013 BX85                | 6 agosto 2016     | Pan-STARRS                   |
| 688966 | 2013 BP86                | 18 giugno 2015    | Pan-STARRS                   |
| 688967 | 2013 BW86                | 22 agosto 2014    | Pan-STARRS                   |
| 688968 | 2013 BA87                | 31 gennaio 2013   | Mount Lemmon Survey          |
| 688969 | 2013 BD89                | 17 gennaio 2013   | Pan-STARRS                   |
| 688970 | 2013 BA90                | 26 gennaio 2017   | Pan-STARRS                   |
| 688971 | 2013 BM90                | 22 gennaio 2013   | Mount Lemmon Survey          |
| 688972 | 2013 BN91                | 19 gennaio 2013   | Mount Lemmon Survey          |
| 688973 | 2013 BV91                | 20 gennaio 2013   | Spacewatch                   |
| 688974 | 2013 BJ92                | 18 gennaio 2013   | Mount Lemmon Survey          |
| 688975 | 2013 BL92                | 19 gennaio 2013   | Mount Lemmon Survey          |
| 688976 | 2013 BC96                | 17 gennaio 2013   | Pan-STARRS                   |
| 688977 | 2013 BZ99                | 26 febbraio 2008  | Mount Lemmon Survey          |
| 688978 | 2013 BE100               | 16 gennaio 2013   | Pan-STARRS                   |
| 688979 | 2013 BK100               | 19 gennaio 2013   | Spacewatch                   |
| 688980 | 2013 BL100               | 17 gennaio 2013   | Spacewatch                   |
| 688981 | 2013 BM100               | 17 gennaio 2013   | Pan-STARRS                   |
| 688982 | 2013 BY100               | 20 gennaio 2013   | Mount Lemmon Survey          |
| 688983 | 2013 BL101               | 17 gennaio 2013   | Spacewatch                   |
| 688984 | 2013 BN101               | 17 gennaio 2013   | Pan-STARRS                   |
| 688985 | 2013 BS101               | 15 ottobre 2007   | CSS                          |
| 688986 | 2013 BB102               | 17 gennaio 2013   | Pan-STARRS                   |
| 688987 | 2013 BD102               | 17 gennaio 2013   | Pan-STARRS                   |
| 688988 | 2013 BS102               | 17 gennaio 2013   | Pan-STARRS                   |
| 688989 | 2013 BT102               | 17 gennaio 2013   | Spacewatch                   |
| 688990 | 2013 BU106               | 20 gennaio 2013   | Spacewatch                   |
| 688991 | 2013 BR107               | 20 gennaio 2013   | Spacewatch                   |
| 688992 | 2013 CV2                 | 10 gennaio 2013   | Pan-STARRS                   |
| 688993 | 2013 CB3                 | 19 settembre 2003 | NEAT                         |
| 688994 | 2013 CF4                 | 29 ottobre 2005   | CSS                          |
| 688995 | 2013 CC5                 | 2 febbraio 2013   | Mount Lemmon Survey          |
| 688996 | 2013 CD7                 | 10 febbraio 2008  | Spacewatch                   |
| 688997 | 2013 CR8                 | 24 aprile 2009    | Mount Lemmon Survey          |
| 688998 | 2013 CE11                | 1 febbraio 2013   | Spacewatch                   |
| 688999 | 2013 CJ14                | 1 febbraio 2013   | Spacewatch                   |
| 689000 | 2013 CU19                | 2 febbraio 2013   | Mount Lemmon Survey          |